# Fygen Lutzenkirchen

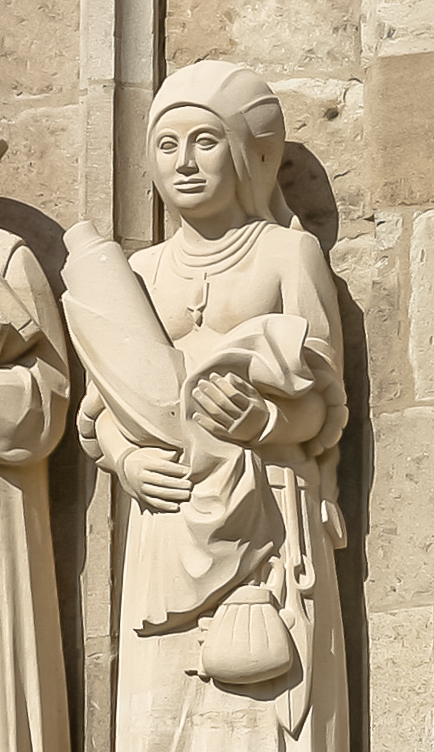
Fygen Lutzenkirchen.

Fygen Lutzenkirchen, född 1450, död 1515, var en tysk industriman.
Hon drev ett silkesföretag i Köln och var från 1474 även mästare för silkesvävarnas skrå. Det finns flera minnesmärken över henne i Köln.